# Blepharoneura longicauda
Blepharoneura longicauda är en tvåvingeart som beskrevs av Friedrich Georg Hendel 1914. Blepharoneura longicauda ingår i släktet Blepharoneura och familjen borrflugor.
Artens utbredningsområde är Peru. Inga underarter finns listade.